# Lee Harvey Oswald
Lee Harvey Oswald (18 tháng 10 năm 1939 - 24 tháng 11 năm 1963) là một cựu binh lính thủy đánh bộ Hoa Kỳ, người đã ám sát tổng thống đương nhiệm của Hoa Kỳ là John F. Kennedy vào ngày 22 tháng 11 năm 1963.
Oswald bị giam giữ ở tuổi vị thành niên vì tội trốn học khi mới 12 tuổi, trong thời gian đó anh được bác sĩ tâm lý đánh giá là "rối loạn cảm xúc", do không có cuộc sống gia đình trọn vẹn. Sau khi theo học 22 trường trong thời niên thiếu, anh đã nhiều lần bỏ học và cuối cùng năm 17 tuổi, gia nhập Thủy quân lục chiến. Oswald đã bị đưa ra tòa hai lần khi còn ở trong Thủy quân lục chiến và bị bỏ tù. Anh xuất ngũ sau khi lực lượng Thủy quân lục chiến trở thành lực lượng dự bị, sau đó nhanh chóng bay sang châu Âu và đào tẩu sang Liên Xô vào tháng 10 năm 1959.
Anh đến sống ở Minsk, Belarus, kết hôn với một phụ nữ Nga tên là Marina, sinh ra con gái đầu tại đây. Vào tháng 6 năm 1962, anh trở về Hoa Kỳ cùng vợ, định cư tại Dallas, nơi đứa con gái thứ hai chào đời.
Oswald bắn chết Kennedy vào ngày 22 tháng 11 năm 1963, từ tầng sáu của Trung tâm Lưu ký Sách của Trường Texas khi Tổng thống di chuyển bằng đoàn xe qua Dealey Plaza ở Dallas. Khoảng 45 phút sau khi ám sát Kennedy, Oswald đã bắn chết sĩ quan cảnh sát Dallas J. D. Tippit trên một con phố địa phương. Sau đó anh trốn vào một rạp chiếu phim  và bị bắt vì tội giết Tippit tại đây. Oswald bị buộc tội ám sát Kennedy, nhưng anh phủ nhận trách nhiệm về vụ giết người, cho rằng anh là một "kẻ hiếu chiến". Hai ngày sau, Oswald bị chủ hộp đêm địa phương tên Jack Ruby bắn chết trên truyền hình trực tiếp dưới tầng hầm của Trụ sở Cảnh sát Dallas.
Vào tháng 9 năm 1964, Ủy ban Warren kết luận rằng Oswald đã hành động một mình khi ám sát Kennedy. Kết luận này, mặc dù gây tranh cãi nhưng nhận được sự đồng tình từ các cuộc điều tra của Sở Cảnh sát Dallas, Cục Điều tra Liên bang (FBI), Cơ quan Mật vụ Hoa Kỳ, Ủy ban Tuyển chọn Hạ viện Hoa Kỳ về các vụ ám sát.
Bất chấp các bằng chứng pháp y, đường đi của phát đạn và nhân chứng ủng hộ kết quả đã tuyên bố, các cuộc thăm dò dư luận cho thấy hầu hết người dân Mỹ vẫn không tin rằng phiên bản chính thức nói lên toàn bộ sự thật của các sự kiện, và vụ ám sát đã tạo ra nhiều thuyết âm mưu.

## Tiểu sử

### Thời thơ ấu
Lee Harvey Oswald sinh ngày 18 tháng 10 năm 1939 tại bệnh viện Pháp lâu đời (nay là Peter Claver Building) ở New Orleans, Louisiana, là con của ông Robert Edward Lee Oswald Sr. (1896–1939) và bà Marguerite Frances Claverie (1907–1981). Cha của anh là anh họ thứ ba của Tổng thống Theodore Roosevelt và là anh họ xa của tướng Liên minh miền Nam Robert E. Lee và từng phục vụ trong Thủy quân lục chiến trong Chiến tranh thế giới thứ nhất. Người cha qua đời vì một cơn đau tim hai tháng trước khi con trai Lee Harvey Oswald chào đời. Anh trai của Lee là Robert Jr. (1934–2017) cũng là một cựu thủy quân lục chiến.
Thông qua cuộc hôn nhân đầu tiên của bà Marguerite với Edward John Pic Jr. thì Lee và Robert Jr là anh em cùng cha khác mẹ của cựu binh Không quân John Edward Pic (1932–2000).
Năm 1944, Marguerite chuyển cả gia đình từ New Orleans đến Dallas, Texas. Oswald vào lớp một trong năm 1945 và hơn nửa chục năm sau đó đã theo học tại một số trường khác nhau ở vùng Dallas và Fort Worth cho đến hết lớp sáu.
Oswald từng kiểm tra IQ năm lớp 4 và đạt 103 điểm; "trong các bài kiểm tra thành tích năm [lớp 4 đến lớp 6], anh hai lần đạt điểm cao nhất trong môn đọc và hai lần điểm kém nhất về chính tả".

### Thời niên thiếu
Khi còn nhỏ, Oswald được một số người quen biết mô tả là nhút nhát, ít nói và thích ở một mình hơn là với những người khác, ngoài ra còn thất thường. Khi Oswald 12 tuổi vào tháng 8 năm 1952, mẹ đưa anh đến thành phố New York, nơi họ sống trong một thời gian ngắn với người con lớn cũng là anh trai cùng cha khác mẹ của Oswald là John. Sau đó, hai mẹ con anh được yêu cầu rời đi sau một cuộc tranh cãi, trong đó Oswald bị cáo buộc đã đánh mẹ mình và đe dọa vợ của John bằng một con dao bỏ túi.
Oswald học lớp bảy ở Bronx, New York nhưng thường xuyên trốn học, điều này dẫn đến việc phải giám định tâm thần tại một trường giáo dưỡng dành cho trẻ vị thành niên. Bác sĩ tâm thần của trường giáo dưỡng, Tiến sĩ Renatus Hartogs, mô tả Oswald đang đắm chìm trong một "cuộc sống giả tưởng sống động, xoay quanh các chủ đề về sự toàn năng và quyền lực, qua đó [Oswald] cố gắng bù đắp cho những thiếu sót và thất vọng hiện tại của mình". Tiến sĩ Hartogs kết luận:
Lee đã được chẩn đoán là "rối loạn mô hình nhân cách với các đặc điểm phân liệt và khuynh hướng hung hăng thụ động". Lee phải được coi là một thanh niên trẻ về cảm xúc, khá xáo trộn, người phải chịu tác động của sự cô lập và thiếu thốn tình cảm thực sự hiện hữu, thiếu thốn tình cảm, thiếu vắng cuộc sống gia đình và bị chính bản thân mình chối bỏ cũng như một người mẹ đầy mâu thuẫn.
Hartogs đề nghị quản chế Lee với điều kiện anh phải tìm kiếm sự giúp đỡ và hướng dẫn thông qua một phòng khám định hướng tư vấn cho trẻ em. Oswald tìm kiếm "hướng dẫn trị liệu tâm lý thông qua liên hệ với đại diện gia đình".
Evelyn D Siegel, một nhân viên xã hội đã trao đổi với cả hai mẹ con tại Youth House, trong đó mô tả "một phẩm chất khá dễ chịu, gợi lòng thương cảm về cậu thiếu niên không cảm xúc, thiếu thôn tình cảm này mà khi tiếp xúc sẽ nhận thấy", nhận thấy rằng anh đã tách mình ra khỏi thế giới xung quanh bởi vì "không ai trong đó từng đáp ứng bất kỳ nhu cầu nào của anh ta về tình yêu". Hartogs và Sigel chỉ ra rằng mẹ của Oswald dành cho con trai rất ít tình cảm, Siegel kết luận rằng Lee "chỉ cảm thấy rằng mẹ không bao giờ dành tình cảm cho mình. anh luôn cảm thấy mình như một gánh nặng mà bà ấy chỉ đơn giản là phải chịu đựng."
Hơn nữa, mẹ của anh không nhận thức rõ được mối liên hệ giữa cách hành xử của mình đối với các vấn đề tâm lý của con trai. Nhân viên xã hội Siegel mô tả bà Marguerite Oswald là một người có xu hướng đề phòng, cứng nhắc, tự phụ, gặp khó khăn trong việc chấp nhận và liên hệ với mọi người cũng như hiểu rất ít về hành vi của Lee và "lớp vỏ bảo vệ mà con trai tự vẽ ra xung quanh mình". Hartogs báo cáo rằng cô đã không hiểu rằng việc Lee thu mình là một hình thức "phản đối bạo lực nhưng im lặng chống lại sự bỏ rơi của bản thân và thể hiện phản ứng của anh ta trước sự sự vắng mặt hoàn toàn của cuộc sống gia đình thực sự".
Khi anh trở lại trường học vào học kỳ mùa Thu năm 1953, các vấn đề liên quan đến kỷ luật của bản thân vẫn tái diễn. Khi Oswald không hợp tác với các nhà chức trách trường học, họ đã yêu cầu tòa án buộc phải tách anh khỏi mẹ để vào sống trong ngôi nhà dành cho các nam sinh để hoàn thành chương trình học. Tuy nhiên quyết định này đã bị hoãn lại, có lẽ một phần vì hành vi của anh bất ngờ được cải thiện. Trước khi hệ thống tòa án gia đình ở New York có thể giải quyết trường hợp này, hai mẹ con Oswald đax rời khỏi New York vào tháng 1 năm 1954, và quay trở lại New Orleans.
Oswald đã hoàn thành lớp tám và lớp chín ở New Orleans. anh vào lớp 10 năm 1955 nhưng nghỉ học sau một tháng. Sau khi rời ghế nhà trường, Oswald đã làm việc trong vài tháng với vai trò thư ký văn phòng và người đưa tin ở New Orleans. Vào tháng 7 năm 1956, mẹ Oswald chuyển cả gia đình đến Fort Worth, Texas, Lee đã học lại lớp 10 cho kỳ học tháng 9 tại Trường Trung học Arlington Heights ở Fort Worth. Vài tuần sau vào tháng 10, Oswald nghỉ học ở tuổi 17 để gia nhập Thủy quân; anh chưa bao giờ lấy được bằng tốt nghiệp trung học. Tính đến thời điểm này, anh đã cư trú tại 22 địa điểm và theo học tại 12 trường học.
Mặc dù bản thân gặp khó khăn khi đánh vần từ nhỏ và có thể đã bị "khiếm khuyết về khả năng đọc-viết" nhưng anh vẫn say mê đọc sách.
Đến năm 15 tuổi, anh tự coi mình là một người theo chủ nghĩa xã hội dựa trên những gì viết trong nhật ký: "Tôi đang tìm kiếm chìa khóa cho môi trường sống của mình, và sau đó tôi khám phá ra nền văn học xã hội chủ nghĩa. Tôi phải tìm kiếm những cuốn sách của mình trong những chiếc kệ đầy bụi bặm của thư viện." Năm 16 tuổi, anh từng viết thư cho Đảng Xã hội chủ nghĩa Mỹ với mong muốn biết thêm thông tin về Liên đoàn Xã hội Chủ nghĩa Nhân dân Trẻ, nói rằng anh đã nghiên cứu các nguyên tắc xã hội chủ nghĩa trong "hơn mười lăm tháng".
Edward Voebel là người bạn thân nhất của Oswald trong thời niên thiếu của anh ở New Orleans cho biết báo cáo rằng Oswald đã 'nghiên cứu Chủ nghĩa Cộng sản' là rất vớ vẩn. Voebel nói rằng Oswald thường đọc 'những thứ rác rưởi'.
Khi còn là một thiếu niên vào năm 1955, Oswald đã tham dự các cuộc họp Tuần tra Hàng không Dân dụng ở New Orleans. Các học viên sĩ quan nhớ lại anh đã tham dự C.A.P. cuộc họp "ba hoặc bốn" lần hoặc "10 hoặc 12 lần" trong khoảng thời gian một hoặc hai tháng.

## Thủy quân lục chiến

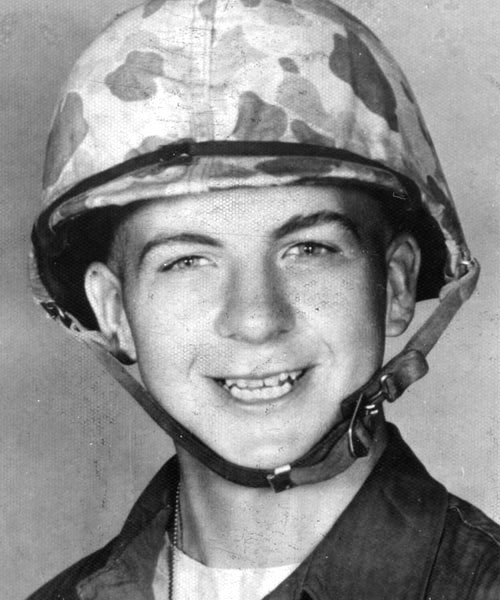
Oswald với tư cách là lính thủy đánh bộ Hoa Kỳ năm 1956

Oswald gia nhập Thủy quân lục chiến Hoa Kỳ vào ngày 24 tháng 10 năm 1956, chỉ một tuần sau sinh nhật lần thứ mười bảy; với lý do về độ tuổi của bản thân, anh trai Robert Jr đã được yêu cầu phải ký với tư cách là người giám hộ hợp pháp của anh. Oswald cũng chỉ đích danh mẹ mình và anh trai cùng cha khác mẹ John là những người được thụ hưởng. Oswald thần tượng anh trai Robert Jr., và đeo chiếc nhẫn Thủy quân lục chiến của anh mình. John Pic (anh trai cùng cha khác mẹ của Oswald) đã làm chứng với Ủy ban Warren rằng việc nhập ngũ của Oswald được thúc đẩy bởi mong muốn "thoát khỏi ... sự áp bức của mẹ".
Các giấy tờ nhập ngũ của Oswald ghi rằng anh ta cao 5 foot 8 inch (1,73 mét) và nặng 135 pound (61 kg) và có đôi mắt màu hạt dẻ và mái tóc nâu. Chương trình đào tạo chính của anh là vận hành radar, đòi hỏi phải có giấy phép an ninh. Một tài liệu tháng 5 năm 1957 cho biết anh đã "được cấp phép cuối cùng để xử lý các vấn đề tuyệt mật sau khi kiểm tra cẩn thận hồ sơ địa phương đã tiết lộ không có dữ liệu phạm tội".
Tại Căn cứ Không quân Keesler ở Mississippi, Oswald đứng thứ bảy trong hạng ba mươi trong Khóa học điều khiển máy bay và cảnh báo, "bao gồm hướng dẫn về giám sát máy bay và sử dụng radar". anh cũng được nhận mã số nghề nghiệp của quân đội Hoa Kỳ của Nhà điều hành Điện tử Hàng không. Ngày 9 tháng 7, anh báo cáo với Trạm Không quân Thủy quân lục chiến El Toro ở California. Tại đây, anh đã gặp người bạn thủy quân lục chiến Kerry Thornley, người đã đồng sáng lập ra Chủ nghĩa bất hòa. Thornley đã viết cuốn sách hư cấu The Idle Warriors năm 1962 dựa trên Oswald. Đây là cuốn sách duy nhất viết về Oswald trước khi  Oswald ám sát Kennedy.
Oswald khởi hành đến Nhật Bản vào tháng sau, tại đây anh được bổ nhiệm vào Phi đội Kiểm soát Hàng không 1 tại Cơ sở Hàng không Hải quân Atsugi gần Tokyo.
Giống như tất cả lính thủy đánh bộ, Oswald đã được huấn luyện và thử nghiệm bắn súng. Tháng 12 năm 1956, anh đạt số điểm 212, cao hơn một chút so với yêu cầu để được chỉ định là người bắn tỉa. Tháng 5 năm 1959, anh đã đạt được 191 điểm, điều này làm giảm xếp hạng xuống mức thiện xạ.
Oswald đã bị đưa ra tòa sau khi vô tình tự bắn vào khuỷu tay mình bằng một khẩu súng ngắn cỡ nòng 22 trái phép. Lần thứ hai ra tòa là vì đánh nhau với một trung sĩ mà anh ta nghĩ là người chịu trách nhiệm về hình phạt của anh trong vụ xả súng. anh bị giáng cấp từ bình nhất xuống bình nhỉ và bị giam giữ một thời gian ngắn. Oswald sau đó đã bị phạt vì một sự cố thứ ba: khi đang thực hiện nhiệm vụ canh gác ban đêm ở Philippines, do anh đã bắn súng trường vào rừng rậm một cách không thể hiểu được.
Với thân hình gầy, không cơ bắp và có vẻ yếu ớt, Oswald có biệt danh là Thỏ Ozzie theo tên nhân vật hoạt hình Chú thỏ may mắn Oswald; anh còn được gọi là Oswaldskovich bởi vì anh tán thành những ý kiến thân Liên Xô. Tháng 11 năm 1958, Oswald quay lại El Toro, chức năng của đơn vị tại đây "là phục vụ máy bay, nhưng về cơ bản là đào tạo cả quân nhân và sĩ quan nhập ngũ để sau này đi công tác nước ngoài". Một sĩ quan ở đó nói rằng Oswald là một đội trưởng "rất có năng lực" và "sáng dạ hơn hầu hết mọi người".
Khi Oswald còn ở trong Thủy quân lục chiến, anh tự học tiếng Nga cơ bản. Mặc dù đây là một nỗ lực không bình thường, vào ngày 25 tháng 2 năm 1959, anh được mời tham dự kỳ thi kiếm tra năng lực nói và viết tiếng Nga của Thủy quân. Trình độ của anh vào thời điểm đó được đánh giá là "kém" trong việc hiểu tiếng Nga nói. Ngày 11 tháng 9 năm 1959, Oswald nhận được giấy xuất ngũ vì điều kiện khó khăn (hardship discharge) với lý do mẹ anh cần được chăm sóc.Anh được đưa vào Lực lượng Dự bị Thủy quân lục chiến Hoa Kỳ.